# Microgenys
Microgenys is een geslacht van straalvinnige vissen uit de familie van de karperzalmen (Characidae).

## Soorten
- Microgenys lativirgata Pearson, 1927
- Microgenys minuta Eigenmann, 1913
- Microgenys weyrauchi Fowler, 1945